# Bordezac
Bordezac é uma comuna francesa na região administrativa de Occitânia, no departamento de Gard. Estende-se por uma área de 9,05 km². Em 2010 a comuna tinha 395 habitantes (densidade: 43,6 hab./km²).